# Red por Argentina
Red por Argentina (estilizado como Red x Argentina) fue un espacio político argentino fundado en 2018, y constituido en frente político en 2019, por Felipe Solá y todo el sector que rompe con el Frente Renovador, Victoria Donda y Peronismo para la Victoria de Leonardo Grosso.

## Historia
Durante 2018, se produjo una ruptura del bloque Frente Renovador en la Cámara de Diputados, por la cual Solá, Facundo Moyano, Daniel Arroyo, Fernando Asencio y Jorge Taboada abandonaron el espacio para unirse a los bloques Libres del Sur de Victoria Donda y Peronismo para la Victoria de Leonardo Grosso. En este armado denominado Red por Argentina, Solá fue el presidente del interbloque.
La causa de la ruptura fue la postura respecto al rol que debía tener la expresidenta Cristina Fernández de Kirchner en el plano político nacional. En este espacio reconocieron estar dispuestos a un acercamiento con ella.
Felipe Solá, referente del espacio, presentó su precandidatura presidencial para las elecciones de 2019, pero cuando se anunció la fórmula Alberto Fernández-Cristina Fernández de Kirchner retiró su precandidatura. Finalmente, los integrantes del espacio Red por Argentina se unieron a la conformación del Frente de Todos, que ganó las elecciones presidenciales en primera vuelta, con 48,24 %.

## Coalición
El frente de Red por Argentina está compuesto por:
| Partido | Partido                          | Líder                | Ideología                |
| ------- | -------------------------------- | -------------------- | ------------------------ |
|         | Somos                            | Victoria Donda       | Feminismo                |
|         | Movimiento Evita                 | Leonardo Grosso      | Peronismo                |
|         | Partido del Trabajo y del Pueblo | Juan Carlos Alderete | Comunismo                |
|         | Partido Verde                    | Silvia Vázquez       | Ecosocialismo            |
|         | Seamos Libres                    | Jonathan Thea        | Socialismo del Siglo XXI |
|         | Partido Agrario y Social         | Martín Sereno        | Agrarismo                |